# Держава Гоцо
Держава Гоцо (мальт. Stat ta' Għawdex) — це історичне державне формування, що існувало на середземноморському острові Гоцо наприкінці XVIII століття.

## Історія

### Передісторія
Мальтійці правили Мальтійським архіпелагом приблизно з 1525 року. Їхні різні великі магістри проживали спочатку в Біргу, а потім у Валлетті на головному острові. Завдяки вмілим політичним крокам вони привели країну до неймовірного процвітання. Після перемоги над турками в 1565 році лицарі Ордену перенесли свою резиденцію до розкішного палацу Великого магістра в новій столиці Валлетті.
До кінця 18 століття військова оборона Ордену відстала від армій Європи. Переможна 1-а Велика Мальтійська облога відбулася понад два століття тому. Коли Наполеон Бонапарт I досяг острова зі своїми військами в червні 1798 року, він зміг захопити Мальту після короткої облоги без будь-яких значних військових дій. Однак обставини капітуляції Мальтійського ордену в цьому контексті до кінця не з'ясовані. Таким чином, правління Великих магістрів було припинено.

### Незалежність
Однак гозітяни чинили набагато більший опір загарбникам. У вересні 1798 року на Гозо відбулося народне повстання проти окупантів, під час якого французькі війська були ув'язнені в цитаделі столиці Ір-Рабат Гавдекс. Після переговорів Олександра Болла та через нестачу їжі й питної води 217 французьких солдатів 28 жовтня нарешті погодилися здатися без бою і передати острів британцям — з усіма укріпленнями, 24 гарматами, великим запасом боєприпасів і 3200 мішками борошна. Формально Фердинанд I Сицилійський висунув претензії на архіпелаг, але не намагався їх реалізувати. Першим кроком нового політичного керівництва стала роздача захопленого продовольства населенню. Через день було офіційно проголошено незалежність як окремої держави.
4 вересня 1800 року французький гарнізон у Валлетті капітулював перед британцями, які того ж дня взяли весь архіпелаг під свій захист і таким чином де-факто анексували його. Відтоді Гозо також перебував під британським правлінням аж до здобуття Мальтою незалежності 21 вересня 1964 року.

## Економіка та політика
Хоча Гозо був незалежним лише два роки, цього періоду було достатньо, щоб побудувати досить успішну економіку. Завдяки м'якому клімату тут розвивалося інтенсивне сільське господарство, продукція якого мала попит на Мальті та Сицилії. Крім того, французам було дозволено кидати якір у порту Мджарр і проводити там капітальний ремонт своїх військових кораблів під присягу, що вони більше не нападатимуть на маленьку острівну державу. В обмін на це до столиці щомісяця надсилалися великі суми грошей.
У політичній сфері гозітанці були менш успішними й не змогли створити стабільний уряд. Хоча тимчасовий прем'єр-міністр був призначений на три місяці, держава фактично залишилася без політичного керівництва протягом 23 місяців свого існування. Офіційним главою держави став протоієрей Саверіо Кассар з Матриці й Колегіальної церкви, який працював зі штатом британських і мальтійських чиновників. Його першим офіційним актом 29 жовтня 1798 року був заклик до створення на острові окремої єпархії. Однак це прохання не було виконане до 1864 року, коли була створена єпархія Гозо.